# Shanghai Masters 2014 - Qualificazioni singolare
Le qualificazioni del singolare  dello  Shanghai Masters 2014 sono state un torneo di tennis preliminare per accedere alla fase finale della manifestazione. I vincitori dell'ultimo turno sono entrati di diritto nel tabellone principale. In caso di ritiro di uno o più giocatori aventi diritto a questi sono subentrati i lucky loser, ossia i giocatori che hanno perso nell'ultimo turno ma che avevano una classifica più alta rispetto agli altri partecipanti che avevano comunque perso nel turno finale.

## Teste di serie
1. Tejmuraz Gabašvili (Qualificato)
2. Federico Delbonis (primo turno)
3. Andrej Golubev (Qualificato)
4. Bernard Tomić (Qualificato)
5. Marinko Matosevic (primo turno)
6. Malek Jaziri (Qualificato)
7. Samuel Groth (Qualificato)

1. Filip Krajinović (ultimo turno)
2. Tatsuma Itō (ultimo turno)
3. Gō Soeda (primo turno)
4. Máximo González (ultimo turno)
5. Ričardas Berankis (primo turno)
6. James Ward (Qualificato)
7. Peter Gojowczyk (ultimo turno)

## Qualificati
1. Tejmuraz Gabašvili
2. Thanasi Kokkinakis
3. Andrej Golubev
4. Bernard Tomić

1. James Ward
2. Malek Jaziri
3. Samuel Groth

## Tabellone

### Legenda
| - Q = Qualificato - WC = Wild card - LL = Lucky loser | - ALT = Alternate - SE = Special Exempt - PR = Protected Ranking | - w/o = Walkover - r = Ritirato - d = Squalificato |

### Sezione 1
|  | Primo turno | Primo turno        | Primo turno        | Primo turno | Primo turno |  |  | Ultimo turno | Ultimo turno       | Ultimo turno | Ultimo turno | Ultimo turno |  |
|  |             |                    |                    |             |             |  |  |              |                    |              |              |              |  |
|  | 1           | Tejmuraz Gabašvili | Tejmuraz Gabašvili | 6           | 6           |  |  |              |                    |              |              |              |  |
|  |             | Somdev Devvarman   | Somdev Devvarman   | 2           | 1           |  |  | 1            | Tejmuraz Gabašvili | 2            | 6            | 6            |  |
|  |             | Yūichi Sugita      | Yūichi Sugita      | 3           | 1           |  |  | 8            | Filip Krajinović   | 6            | 3            | 0            |  |
|  | 8           | Filip Krajinović   | Filip Krajinović   | 6           | 6           |  |  |              |                    |              |              |              |  |

### Sezione 2
|  | Primo turno | Primo turno        | Primo turno | Primo turno | Primo turno |  |  | Ultimo turno | Ultimo turno       | Ultimo turno       | Ultimo turno | Ultimo turno |  |
|  |             |                    |             |             |             |  |  |              |                    |                    |              |              |  |
|  | 2           | Federico Delbonis  | 3           | 6           | 3           |  |  |              |                    |                    |              |              |  |
|  |             | Thanasi Kokkinakis | 6           | 3           | 6           |  |  |              | Thanasi Kokkinakis | Thanasi Kokkinakis | 6            | 6            |  |
|  | WC          | Ouyang Bowen       | 6           | 5           | 3           |  |  | 11           | Máximo González    | Máximo González    | 3            | 3            |  |
|  | 11          | Máximo González    | 3           | 7           | 6           |  |  |              |                    |                    |              |              |  |

### Sezione 3
|  | Primo turno | Primo turno       | Primo turno    | Primo turno | Primo turno |  |  | Ultimo turno | Ultimo turno   | Ultimo turno | Ultimo turno | Ultimo turno |  |
|  |             |                   |                |             |             |  |  |              |                |              |              |              |  |
|  | 3           | Andrej Golubev    | Andrej Golubev | 6           | 6           |  |  |              |                |              |              |              |  |
|  |             | Li Zhe            | Li Zhe         | 2           | 3           |  |  | 3            | Andrej Golubev | 6            | 1            | 7            |  |
|  |             | Jimmy Wang        | 65             | 6           | 6           |  |  |              | Jimmy Wang     | 4            | 6            | 65           |  |
|  | 12          | Ričardas Berankis | 7              | 4           | 4           |  |  |              |                |              |              |              |  |

### Sezione 4
|  | Primo turno | Primo turno   | Primo turno   | Primo turno | Primo turno |  |  | Ultimo turno | Ultimo turno  | Ultimo turno  | Ultimo turno | Ultimo turno |  |
|  |             |               |               |             |             |  |  |              |               |               |              |              |  |
|  | 4           | Bernard Tomić | Bernard Tomić | 6           | 6           |  |  |              |               |               |              |              |  |
|  | WC          | Cao Zhaoyi    | Cao Zhaoyi    | 1           | 2           |  |  | 4            | Bernard Tomić | Bernard Tomić | 6            | 6            |  |
|  | WC          | Bai Yan       | Bai Yan       | 1           | 3           |  |  | 9            | Tatsuma Itō   | Tatsuma Itō   | 3            | 4            |  |
|  | 9           | Tatsuma Itō   | Tatsuma Itō   | 6           | 6           |  |  |              |               |               |              |              |  |

### Sezione 5
|  | Primo turno | Primo turno       | Primo turno       | Primo turno | Primo turno |  |  | Ultimo turno | Ultimo turno   | Ultimo turno   | Ultimo turno | Ultimo turno |  |
|  |             |                   |                   |             |             |  |  |              |                |                |              |              |  |
|  | 5           | Marinko Matosevic | Marinko Matosevic | 4           | 3           |  |  |              |                |                |              |              |  |
|  |             | Viktor Troicki    | Viktor Troicki    | 6           | 6           |  |  |              | Viktor Troicki | Viktor Troicki | 4            | 1            |  |
|  |             | Rajeev Ram        | 6                 | 2           | r           |  |  | 13           | James Ward     | James Ward     | 6            | 6            |  |
|  | 13          | James Ward        | 4                 | 3           |             |  |  |              |                |                |              |              |  |

### Sezione 6
|  | Primo turno | Primo turno       | Primo turno     | Primo turno | Primo turno |  |  | Ultimo turno | Ultimo turno    | Ultimo turno    | Ultimo turno | Ultimo turno |  |
|  |             |                   |                 |             |             |  |  |              |                 |                 |              |              |  |
|  | 6           | Malek Jaziri      | 4               | 6           | 6           |  |  |              |                 |                 |              |              |  |
|  |             | Yasutaka Uchiyama | 6               | 0           | 3           |  |  | 6            | Malek Jaziri    | Malek Jaziri    | 6            | 6            |  |
|  |             | James Duckworth   | James Duckworth | 7           | 6           |  |  |              | James Duckworth | James Duckworth | 4            | 4            |  |
|  | 10          | Gō Soeda          | Gō Soeda        | 5           | 2           |  |  |              |                 |                 |              |              |  |

### Sezione 7
|  | Primo turno | Primo turno     | Primo turno     | Primo turno | Primo turno |  |  | Ultimo turno | Ultimo turno    | Ultimo turno | Ultimo turno | Ultimo turno |  |
|  |             |                 |                 |             |             |  |  |              |                 |              |              |              |  |
|  | 7           | Samuel Groth    | Samuel Groth    | 6           | 6           |  |  |              |                 |              |              |              |  |
|  |             | Hiroki Moriya   | Hiroki Moriya   | 3           | 2           |  |  | 7            | Samuel Groth    | 7            | 5            | 6            |  |
|  | WC          | Gao Xin         | Gao Xin         | 1           | 1           |  |  | 14           | Peter Gojowczyk | 6            | 7            | 4            |  |
|  | 14          | Peter Gojowczyk | Peter Gojowczyk | 6           | 6           |  |  |              |                 |              |              |              |  |